# Pam Iorio
Pam Iorio (Waterville, 27 aprile 1959) è una politica statunitense, sindaco di Tampa dal 2003 al 2011.

## Biografia
Figlia di un immigrato italiano, John Iorio, Pam intraprende sin da giovane l'attività politica. Nel 2003 è la seconda donna ad essere eletta sindaco della città di Tampa, in Florida.
Nel corso dei suoi due mandati si è impegnata fra le altre cose per promuovere l'arte, per stabilire programmi di assistenza per i cittadini indigenti e per limitare il narcotraffico.
Iorio è sposata con Mark Woodard. La coppia ha due figli, Caitlin e Graham.